# 하응선
하응선(河應善, ? ∼ 1884년 12월)은 조선 말기의 무신, 군인으로 갑신정변에 참여하였다가 정변 실패 후 홍영식, 박영교, 사관생도 7명과 함께 처형당했다. 일본 유학 후 1884년 1월 일본 토야마 육군하사관학교에 입학, 7개월 단기과정을 마치고 그해 7월에 귀국, 8월에 병조 조련국 부사관장으로 갑신정변 거사에 참여하였다.
조련국 병력의 일부를 인솔하여 고종과 민비의 호위를 담당하였으나 민씨 일파와 청나라군의 공격으로 살해되었다. 사후 1895년 복권되었다가 김홍집 내각의 실각후 추탈되었으며, 1910년(융희 4년) 7월 22일에 최종 복권되고 규장각 부제학에 추증되었다.

## 생애

### 일본 유학
그의 생애 초년에 대해서는 알려진 바가 없다. 일찍이 김옥균, 윤웅렬 등 개화파 인사들의 주선에 의하여 1883년(고종 20년) 일본 유학생을 선발할 때 한 사람에 선발되어 일본 도쿄로 가게 되었다. 그해 당시 조선 개화파의 부탁으로 신문간행을 위하여 초빙되었던 일본인 우시바(牛場皁藏) 등이 일본으로 돌아갈 때 조선인 유학생 17명을 동반하였는데 하응선은 이때 유학생의 한 사람으로 다시 일본으로 건너갔다. 1884년 1월 그는 서재필, 이규완, 신응희, 임은명(林殷明), 신중모(申重模), 윤영관(尹泳寬), 정행징(鄭行徵) 등 13명과 함께 도야마육군학교(戶山陸軍學校)에 입교하여 신식군사 교육을 받았다.
그해 7월 토야마 육군하사관학교의 7개월 단기과정을 마치고 서재필, 서재창 등 수료생들과 함께 귀국하였다. 8월 윤치호 등의 건의로 병조에 신식 군대를 훈련할 조련국(操鍊局)이 창설되자 사관생도 14명 중 서재필은 조련국의 사관장이 되고, 하응선 등은 왕명에 의하여 그동안의 노고에 대하여 치하받고 8월 28일 조련국 부장(部將)에 임명되었다. 그러나 민영익(閔泳翊) 등이 청나라 교관을 초빙함으로써 파직되었다.

### 갑신정변 참여와 최후
그러나 민영익(閔泳翊) 등 민씨 척족 계열의 인물들은 급진개화파의 급부상을 경계, 군대통솔권을 장악하고 청나라의 힘을 빌리려는 의도에서 군대훈련을 위한 청나라인 교관을 초빙하여 이들 조련국을 배제하려 하였다. 이에 따라 토야마 사관학교 교관들이 배제되자 그는 홍영식 등의 배려로 우정국 주사로 근무하였다. 이후 그는 갑신정변 중간에서 참여하게 되었다.
1884년(고종 21년) 12월 조련국 부사관장으로 갑신정변 당시 병조의 군사 일부를 인솔, 지휘하여 사관생도 출신들과 함께 왕을 수행하는 임무를 맡았다. 그러나 청나라군의 등장으로 3일만에 실패하고, 그는 민씨척족과 청나라군의 공격을 받아 왕을 호종하던 홍영식, 박영교(朴泳敎), 사관생도 7명과 함께 살해되었다.

### 사후
1895년 3월 1일 법무대신 서광범(徐光範)의 건의로 복권되었다가 김홍집 내각의 실각으로 추탈되었다. 1910년(융희 4년) 조선 건국 이후 각종 정변과 개혁시 참화를 당한 인물들을 신원, 사면복권시키고 관직을 추증하자, 그해 7월 18일 순종의 특명으로 서재창, 윤영관(尹泳觀), 백낙운(白樂雲) 등과 함께 증(贈) 통정대부 규장각부제학(通政大夫奎章閣副提學)에 추증되었다.

## 같이 보기
| - 갑신정변 - 우정국 - 김옥균 - 김윤식 - 김홍집 - 박영효 - 박영교 - 박원양 - 박정양 - 박중양 - 서재필 - 서재창 - 이규완 - 양기탁 - 윤경순 - 윤경완 | - 서광범 - 안경수 - 안국선 - 어윤중 - 유길준 - 윤웅렬 - 윤치호 - 이상재 - 이승만 - 홍순목 - 홍영식 - 김규식 |

## 관련 서적
- 이광린, 《개화당 연구》 (일조각, 1973)
- 아세아문화사 편집부, 《갑신정변 관련자 심문 진술 기록:추안급국안 중》 (박은숙 역, 아세아문화사, 2009)